# Trận Taejon
Trận Taejon (16-20 tháng 7 năm 1950) là một cuộc chiến đầu tiên của chiến tranh Triều Tiên, giữa Quân đội Hoa Kỳ và Quân đội Nhân dân Triều Tiên. Lực lượng của lục quân Hoa Kỳcố gắng để bảo vệ trụ sở của Sư đoàn Bộ binh 24. Sư đoàn Bộ binh 24 bị áp đảo bởi lực lượng cao cấp của Quân đội Nhân dân Triều Tiên tại thành phố lớn và trung tâm vận chuyển của Taejon. Các trung đoàn bộ binh 24 của Trung Quốc đã bị kiệt quệ từ hai tuần trước đó của hành động trì hoãn để ngăn chặn sự tiến quân của quân Triều Tiên.
Toàn bộ Sư đoàn 24 tập trung để cuối cùng đóng quân xung quanh Taejon, giữ một đường dọc theo sông Kum về phía đông của thành phố. Bị cản trở bởi thiếu thông tin liên lạc và trang thiết bị và thiếu vũ khí hạng nặng để phù hợp với hỏa lực của KPA, lực lượng Mỹ bị lấn át và không được đào tạo đã bị đẩy trở lại từ bờ sông sau vài ngày trước khi chiến đấu chống lại cuộc chiến đô thị dữ dội để bảo vệ thành phố. Sau một cuộc đấu tranh dữ dội ba ngày, người Mỹ rút lui.
Mặc dù họ không thể giữ được thành phố, Sư đoàn Bộ binh 24 có được lợi thế chiến lược bằng cách trì hoãn Quân đội Nhân dân Triều Tiên, tạo thời gian để các sư đoàn Mỹ khác thiết lập một tuyến phòng thủ xung quanh Pusan ở phía nam. Sự trì hoãn tại Taejon có lẽ đã ngăn cản được một cuộc thất bại của Mỹ trong trận đánh trận Pusan Perimeter tiếp theo. Trong hành động đó, KPA đã bắt được Tướng William F. Dean, chỉ huy Sư đoàn 24 Bộ Binh, và tù nhân Mỹ cao nhất trong Chiến tranh Triều Tiên.

## Bối cảnh

### Chiến tranh nổ ra

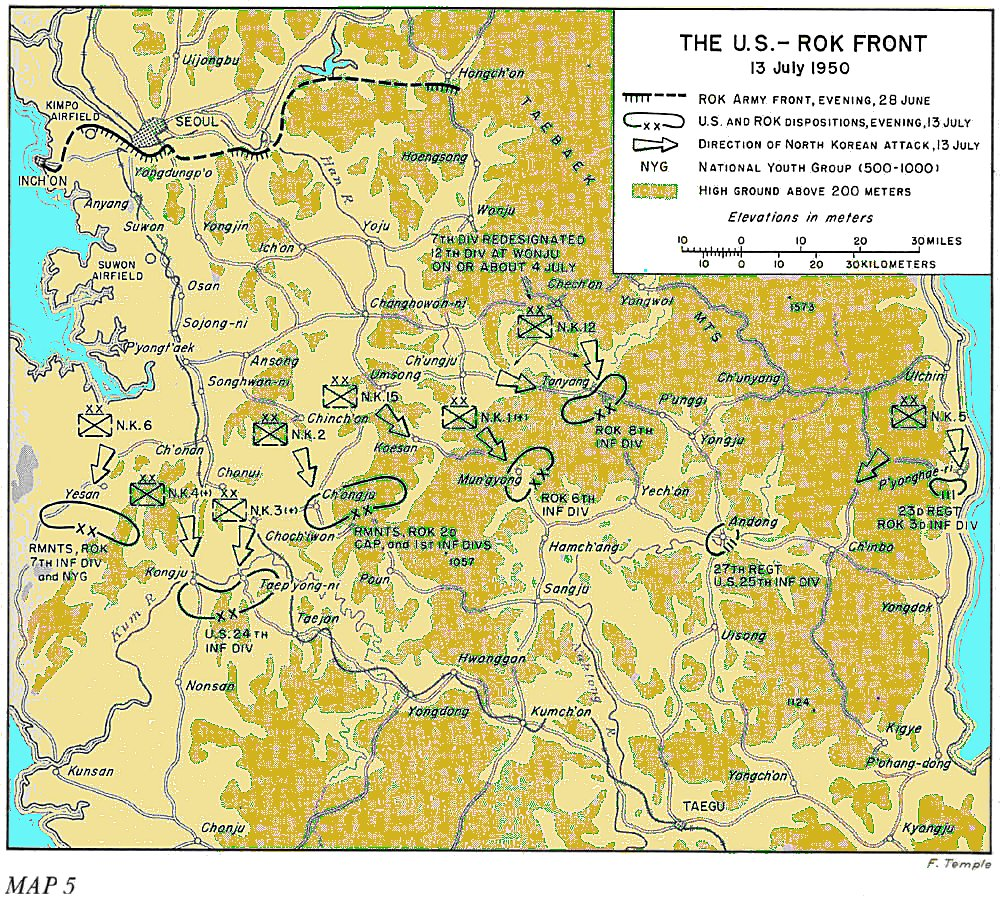
Mặt trận của Chiến tranh Triều Tiên, 13 Tháng 7 năm 1950

Sau cuộc xâm lược Đại Hàn Dân quốc (còn gọi là Hàn Quốc) bởi láng giềng phía bắc của nó, Cộng hòa Dân chủ Nhân dân Triều Tiên (còn gọi là Triều Tiên), Liên Hợp Quốc đã cam kết hỗ trợ các lực lượng đại diện cho Hàn Quốc. Hoa Kỳ sau đó đã đưa các lực lượng mặt đất vào bán đảo Triều Tiên để ngăn chặn cuộc xâm lược của Triều Tiên và ngăn chặn sự sụp đổ của nhà nước Hàn Quốc. Các lực lượng Mỹ ở Viễn Đông đã liên tục sụt giảm kể từ khi Thế chiến II kết thúc, năm năm trước đó. Khi lực lượng ban đầu được đưa ra, Sư đoàn Bộ binh số 8 của Lục quân Hoa Kỳ lần thứ 8, có trụ sở tại Nhật Bản, là bộ phận của Hoa Kỳ gần nhất. Bộ phận này có sức mạnh không lớn, và hầu hết các thiết bị của nó có từ năm 1945 trở về trước do cắt giảm quốc phòng được ban hành trong chính quyền Truman đầu tiên. Tuy nhiên, sư đoàn được lệnh vào Hàn Quốc.
Sư đoàn Bộ binh 24 là đơn vị đầu tiên của Hoa Kỳ được đưa vào Hàn Quốc để đối đầu bước tiến của quân Triều Tiên và phá vỡ nhiều đơn vị Triều Tiên. Sư đoàn 24 Hoa Kỳ đã trì hoãn đường tiến công của Quân đội Nhân dân Triều Tiên, để cho Sư đoàn Bộ binh số 7, Sư đoàn Bộ binh số 25, Sư đoàn 1 Không Kị số 1, và các đơn vị hỗ trợ khác của Trung đoàn 8 thiết lập một tuyến phòng thủ xung quanh Pusan. 
Ngay trước trận đánh Taejon, một số cuộc thảm sát Liên đoàn Bodo đã diễn ra xung quanh Taejon, nơi có khoảng 3.000 và 7.000 tù nhân chính trị bị chính quyền Hàn Quốc giam giữ trái phép. Toàn bộ tù nhân đã bị lính Hàn Quốc bắn chết và chôn vào mộ tập thể. Vụ việc đã được ghi nhận bởi nhiếp ảnh gia quân đội Mỹ.